# Campionati del mondo di atletica leggera indoor 2016 - 800 metri piani maschili
Gli 800 metri piani maschili si sono tenuti il 18 ed il 19 marzo 2016.

## Risultati

### Batterie
Qualification: The winner of each heat (Q) and next 3 fastest (q) qualified for the final.
| Rank | Heat | Name                     | Nationality            | Time    | Notes |
| ---- | ---- | ------------------------ | ---------------------- | ------- | ----- |
| 1    | 3    | Musaeb Abdulrahman Balla | Qatar (bandiera)       | 1:47.61 | Q     |
| 2    | 3    | Mohammed Aman            | Etiopia (bandiera)     | 1:48.02 | q     |
| 3    | 2    | Antoine Gakeme           | Burundi (bandiera)     | 1:48.09 | Q SB  |
| 4    | 3    | Erik Sowinski            | Stati Uniti (bandiera) | 1:48.11 | q     |
| 5    | 2    | Boris Berian             | Stati Uniti (bandiera) | 1:48.55 | q     |
| 6    | 2    | Jeremiah Kipkorir Mutai  | Kenya (bandiera)       | 1:48.70 |       |
| 7    | 2    | Andreas Kramer           | Svezia (bandiera)      | 1:49.46 |       |
| 8    | 2    | Daniel Andújar           | Spagna (bandiera)      | 1:49.49 |       |
| 9    | 3    | Theofanis Michaelas      | Cipro (bandiera)       | 1:51.36 |       |
| 10   | 1    | Mostafa Smaili           | Marocco (bandiera)     | 1:52.16 | Q     |
| 11   | 3    | Brice Etes               | Monaco (bandiera)      | 1:52.23 | SB    |
| 12   | 1    | Edward Kibet Kemboi      | Kenya (bandiera)       | 1:52.39 |       |
| 13   | 1    | Álvaro de Arriba         | Spagna (bandiera)      | 1:52.60 |       |
| 14   | 1    | Pol Moya                 | Andorra (bandiera)     | 1:54.19 |       |
| 15   | 1    | Wais Ibrahim Khairandesh | Afghanistan (bandiera) | 1:57.36 | NR    |

### Finale
The race was started on March 19 at 18:35.
| Pos | Nome                     | Nazione                | Time    | Note |
| --- | ------------------------ | ---------------------- | ------- | ---- |
| 1   | Boris Berian             | Stati Uniti (bandiera) | 1:45.83 | SB   |
| 2   | Antoine Gakeme           | Burundi (bandiera)     | 1:46.65 | SB   |
| 3   | Erik Sowinski            | Stati Uniti (bandiera) | 1:47.22 |      |
| 4   | Mohammed Aman            | Etiopia (bandiera)     | 1:47.97 |      |
| 5   | Musaeb Abdulrahman Balla | Qatar (bandiera)       | 1:48.31 |      |
| 6   | Mostafa Smaili           | Marocco (bandiera)     | 1:52.32 |      |